# Gerard I de París
Gerard I de París fou un comte de París que morí el 779. És el genearca del llinatge dels giràrdides.

## Biografia
Segons diverses fonts, es va casar amb una Rotruda, que seria filla de Carloman I i neta de Carles Martell. D'aquesta unió nasqueren:
- el futur comte Esteve de París (vers 754-811/815)
- el futur comte Leutard I de París (?-813)
- el futur comte Bigó de París (versv 755/760-816)

El seu fill Esteve de París el va succeir en el títol de comte de París.